# Amjad (Komiker)
Amjad (* 1. Juli 1988 in Ochtrup; bürgerlich Amjad Abu-Hamid) ist ein deutsch-palästinensischer Stand-up-Comedian und Start-Up Gründer.

## Leben
Amjad wurde als Sohn palästinensisch-zyprisch-jordanischer Eltern am 1. Juli 1988 in Ochtrup geboren. Nach seiner Ausbildung zum Automobilkaufmann absolvierte er eine Weiterbildung zum staatlich geprüften Betriebswirt mit dem Schwerpunkt Marketing. Er war als Gründer und Geschäftsführer eines Soccer-Tennis-Centers tätig, bevor er seine Liebe zur Stand-Up-Comedy entdeckte und zum Beruf machte. In der Coronakrise 2020 gründete er Amjad Foods als zweites Standbein und betreibt seitdem unter anderem Mamas Falafelteig. Amjad hatte bereits Auftritte in renommierten und bekannten Sendungen wie dem Quatsch Comedy Club, Nuhr ab 18! von Dieter Nuhr, NightWash oder Teddys Show von Tedros Teclebrhan, außerdem war Amjad auch zu Gast bei diversen Radiosendungen wie 1Live oder dem SWR3. Amjad hat, neben Eddy Cheaib, Caroline Pharo und Yasin Islek, wiederkehrende Rollen bei der Sketchcomedy-Serie JokeRS Comedy. Amjad hat als Comedian bisher mehrere verschiedene Comedy-Preise erhalten, u. a. den SWR3-Förderpreis 2018 und den Hamburger Comedy Pokal 2019.

## Auszeichnungen (Auszug)
- 2018: SWR3 Förderpreis
- 2019: Hamburger Comedy Pokal
- 2025: Nachwuchspreis Güldener August der Humorzone Dresden[7]